# Galaxea lawisiana
Espèce
Galaxea lawisiana est une espèce de coraux appartenant à la famille des Euphylliidae. Selon WoRMS, cette espèce est invalide et correspond à Galaxea fascicularis Linnaeus, 1767.